# 泗龙桥
泗龙桥为位于中国浙江省绍兴市越城区东浦街道鲁东村浙东运河一座桥梁。桥梁地处青甸湖、鱼渎江间的河道，为三孔拱桥和十七孔梁桥组合而成的长桥，为绍兴水面跨度最长的石桥之一。桥梁兴建历史较久，由鲁墟村王氏、东浦陈忠义、酒坊主陈阿龙等人筹资于民国二十三年（1934年）重建。
该桥总长97米，三孔拱桥位于北端。主桥中孔跨6.1米，边孔跨5.4米，采用纵联分节并列砌筑。拱桥设有栏板，上刻花卉、暗八仙和菱形纹饰。梁桥宽5.4至3米，旁有护栏。桥南端设有石砌迁善亭。